# Friedrich Braeucker
Friedrich Braeucker (13 de julho de 1919 - 5 de novembro de 2010) foi um comandante de U-Boot que serviu na Kriegsmarine durante a Segunda Guerra Mundial.